# Gil·lulyita
La gil·lulyita és un mineral de la classe dels sulfurs. Rep el nom pel geòleg de l’USGS James C. Gilluly per les seves contribucions a la comprensió de la geologia fonamental dels districtes miners de Mercur, Ophir i Stockton, a Utah.

## Característiques
La gil·lulyita és una sulfosal de fórmula química Tl₂As7.5Sb0.3S13. Va ser aprovada com a espècie vàlida per l'Associació Mineralògica Internacional l'any 1991. Cristal·litza en el sistema monoclínic. La seva duresa a l'escala de Mohs es troba entre 2 i 2,5.
Segons la classificació de Nickel-Strunz, la gil·lulyita pertany a «02.JC: Sulfosals de l'arquetip PbS, derivats de la galena, sense Tl» juntament amb els següents minerals: el·lisita, galenobismutita i nakaseïta.

## Formació i jaciments
Va ser descoberta al districte miner de Mercur, localitzat a la serralada d'Oquirrh, al comtat de Tooele (Utah, Estats Units). També ha estat descrita al dipòsit Vorontsovskoe de Tur'insk (óblast de Sverdlovsk, Rússia), sent aquests dos indrets són els únics de tot el planeta on ha estat descrita aquesta espècie mineral.